# Corporation
Au sens large, une corporation est une réunion durable de personnes poursuivant un but commun, et dont l'état ne dépend pas du changement de ses membres. Le mot vient du latin corporari (« se former en corps »), et désigne une personne morale dont les membres (personnes physiques ou morales) possèdent en général une même caractéristique (par exemple, l'exercice d'une fonction). Les corporations peuvent être de droit privé mais sont en général (dans un sens plus contemporain du terme) instituées par une loi et de droit public.
Les corporations se distinguent des établissements, qui sont groupements de biens affectés à un certain but. Au sens large du terme, les associations, syndicats et apparentés, qui sont des regroupements volontaires de droit privé sont donc des corporations.
Le corporatisme peut désigner, selon qu'il prend ou non une connotation péjorative, la tendance qu'ont les membres d'un corps professionnel ou administratif à privilégier leurs intérêts matériels au détriment de ceux du public qu'ils servent (consommateurs, administrés, justiciables, usagers, élèves, clients, patients, etc.).

## Corporations par pays

### Corporations romaines (antiquité)
Il est avéré que les ouvriers romains étaient formés en collèges ou communautés ouvrières : collegium, ancêtre de fait de tout syndicat professionnel. Dès le VIe siècle av. J.-C., une communauté des orfèvres est ainsi attestée. La loi les obligeait à transmettre leur état à leurs enfants. Constantin et ses successeurs avaient dispensé des impositions et d’autres charges publiques certains collèges professionnels, parmi lesquels on remarque les charpentiers et couvreurs (tignarii), les constructeurs de navires, les maçons, les menuisiers, etc. Tout porte à croire que ces artisans avaient des coutumes corporatives et qu'ils avaient organisé des cérémonies dont les corporations françaises se sont inspirées.
Par exemple, dans les premiers temps de la République romaine, les constructions romaines furent couvertes en bardeaux, des planches d’environ 0,32 m de long que l’on employait en guise de tuiles et qu'on appelait scandula ou scindula. L’usage de ces bardeaux fut général à Rome jusqu'au temps de la guerre de Pyrrhus (280 av. J.-C.). L’artisan qui couvrait les maisons par ce procédé était le scandularius, appartenant par son métier, à la corporation ou collège des ouvriers travaillant le bois (collegiati corporati).
Dans un livre de Pierre Gusman, sur Pompéi, l'auteur a reproduit une peinture de la vieille cité romaine enfouie pendant dix-neuf siècles sous la lave du Vésuve. Or, cette image représente une série d’ouvriers charpentiers promenant processionnellement, en la portant sur leurs épaules, une sorte d’arche fleurie sous laquelle figurent des artisans de leur métier en travail : les uns scient de long, d’autres transportent des fardeaux, etc. Cette promenade ressemblerait, à s’y méprendre, à celle des compagnons portant leur chef-d’œuvre le jour de la Saint-Joseph, si la différence du costume ne frappait pas les yeux.

### France
La Gaule profita du savoir professionnel romain ; les vaincus s’identifièrent graduellement avec les vainqueurs, adoptant leurs usages, leurs mœurs et leurs procédés de travail. Le système des collèges professionnels fut donc en vigueur chez eux, du moins tout le fait supposer ; il s’étendit même aux commerçants et aux mariniers des grands fleuves. Des inscriptions lapidaires en font foi. Les corporations ouvrières françaises n’ont jamais cessé d’exister depuis la fondation des guildes, institutions introduites par les Germains dans les cités gauloises du Nord et du Centre. Les corporations ont été la suite nécessaire de ces associations dont les membres se devaient aider et secourir entre eux. Elles n’ont eu qu’à changer de nom.
À l'époque gallo-romaine, les artisans étaient « protégés » par les patrons gallo-romains (le patron chez les Romains — ce mot a entièrement changé de sens aujourd'hui — était le maître à l'égard de l'affranchi et son protecteur. II en était de même en Gaule).
Sous les Mérovingiens, les artisans des villes étaient très probablement soumis aux seigneurs qui s’étaient arrogé le droit de leur nommer des maîtres (à Strasbourg, c'était le comte du Palais épiscopal, délégué par l'évêque, qui était le maître des métiers). On voit, en effet, ce droit considéré plus tard comme une propriété transmissible. Louis VII accorde, en 1160, un droit de maîtrise à une veuve avec transmission à ses héritiers, sur les ouvriers travaillant le cuir.
Les règlements des divers corps de métiers existaient certainement avant Louis IX qui ne fit que les faire rassembler et réviser ; ils remontaient, sans doute, aux époques les plus lointaines. Mais ils n’étaient pas officiellement adoptés, le serf n’étant devenu que depuis peu l’artisan travaillant enfin pour lui-même et les besoins de sa famille.
Il est même douteux que ces règlements fussent bien connus de l’autorité, exception faite pour les marchands de l’Eau auxquels Louis VII accorda des statuts en 1170. Philippe Auguste paraît aussi avoir réglementé ou plutôt protégé les règlements de divers métiers. Mais pour la majorité des dispositions constituant et réglant les métiers, c’était un ensemble de traditions se transmettant de bouche en bouche, comme on faisait pour la plupart des coutumes.
Plusieurs métiers avaient acquis, par le fait même de l’existence de leurs règlements et de leur loyale et sévère application, une légitime influence que reconnaissent les règlements des métiers d’Étienne Boileau, en ne les mentionnant pas parce que leur fonctionnement était réel et profitable et n’avait pas besoin de la sanction royale. Telle était, par exemple, la corporation puissante des bouchers parisiens.
Il n’en était pas de même du corps de métier des charpentiers ou plutôt de la communauté de ce métier, car c’est le titre que portait l’ensemble des artisans de la même profession, composée de maîtres, de valets (ou ouvriers) et d’apprentis. Aussi cette corporation, fut-elle comprise dans l’organisation ordonnée par Louis IX et réalisée par les règlements d'Étienne Boileau, le célèbre prévôt des marchands, vers 1260.
Au Moyen Âge et jusqu'à la Révolution française, la corporation était le mode d'organisation de la plupart des professions. Une corporation possédait ses propres règlements. Ce sont des structures d'auto-organisation de professions produisant des biens et services (par opposition au commerce, organisé dans des chambres de commerce), ayant pour but de promouvoir les intérêts de ces professions, en particulier pour les besoins d'organisation qui ne peuvent être traités par la seule loi du marché. Leur organisation, leur périmètre, leurs fonctions changent selon le temps et le lieu. Leurs fonctions au sens le plus large sont toujours assurées, mais elles peuvent l'être également par des entités informelles, ou par d'autres entités comme les municipalités, l’État… La première de leurs fonctions est d'être un lieu de discussion et résolution de problèmes. Parmi les autres fonctions qu'il leur arrive d'assurer, on trouve :
- la représentation de la profession vis-à-vis d'autres entités[7],[8] ;
- la défense d'un monopole[9],[7] ;
- l'autorisation d'accès au marché , qui régule la quantité d'offre disponible[3],[10] ;
- la validation des qualifications individuelles : maîtres, compagnons, apprentis…[3],[7],[11] ;
- l'établissement de règles et normes techniques[3],[7] ;
- l'appréciation de normes salariales[12] ;
- la justice professionnelle et la résolution des conflits liés à la production[3],[13] ;
- la structuration des conflits d'intérêts entre maîtres et compagnons. Ce point fait en particulier référence à l'interdiction des grèves par l'arrêt du Conseil du 2 janvier 1749[14].

Elles avaient aussi parfois un rôle militaire (obligation de posséder un cheval et l'armement pour défendre la cité comme dans le cas de la Corporation de l’Échasse à Strasbourg).
Les corporations ont été interdites sous la Révolution, au motif que nul corps intermédiaire ne pouvait légitimement prétendre s'interposer entre le citoyen et la Nation, et c'est au nom de cette interdiction des corporations et des ententes entre acteurs économiques au niveau des employés ou des artisans, que les syndicats ouvriers furent interdits par la loi Le Chapelier, complétée par le décret d'Allarde sous la Révolution jusqu'au début du Second Empire. Les syndicats et clubs patronaux n'ont toutefois jamais cessé d'exister.
Dans les pays qu'il conquiert, Napoléon s'empresse de supprimer le système de corporation existant. Au début du XIXe siècle, elles ont disparu d'Europe.
Peu à peu réintroduite dans les secteurs administratifs, judiciaires et financiers, la corporation a été remplacée dans les autres branches d'activité par la liberté de constituer des sociétés privées, des groupes industriels et commerciaux. En revanche toute entente « commerciale » entre concurrents reste strictement interdite, et punie par les lois. Des condamnations régulières tombent sur ce sujet (par exemple dans le domaine de la distribution ou de la téléphonie mobile). Seules sont admissibles les coopérations « techniques ». C'est la notion de coopétition.
Après l'abrogation des corporations par le décret d'Allarde et la loi Le Chapelier (1791) puis l'autorisation des syndicats par la loi Waldeck-Rousseau (1884), les corporations ne subsistent plus en France que sous la forme des corps d'État de la fonction publique de l'État (Corps des ingénieurs des mines, Corps des ingénieurs des ponts, des eaux et des forêts, Sénat, Conseil d'État, etc.), et de quelques ordres professionnels, garants du respect des codes de déontologie qui régissent certaines professions civiles considérées comme étant d'intérêt public (Ordre des médecins, Ordre des avocats, des pharmaciens, etc.) ou sous l'empire du droit local en Alsace et en Moselle. Ces ordres professionnels tiennent pour la forme chacune un tableau d'inscription qui est en fait une fiction flattant l'honorabilité, l'enregistrement étant en réalité tenu, conformément à l'esprit de la loi le Chapelier abrogée, soit par le greffe soit par la préfecture. Pour la même raison, les codes de déontologie, s'ils font l'objet d'une éventuelle considération des juges, n'ont pas force de loi.
Sous le régime de Vichy, l'idée de corporation est reprise dans la charte du Travail (4 octobre 1941) qui organise des groupes de métiers appelés corporations, contrôlés par l’État qui dissout les syndicats et interdit les grèves. Ce contrôle des corporations permet à l'État de fixer les prix et les salaires. Outre un contrôle plus facile des travailleurs ce qui a séduit le gouvernement de Vichy dans le système corporatiste c'est la dimension très patriarcale, très familiale de l'organisation, en somme un retour aux valeurs traditionnelles[réf. nécessaire].

### Suisse
En Suisse, les syndicats (par exemple Unia, qui est le plus grand syndicat du privé) sont souvent issus de fusions successives d'associations de branches, elles-mêmes issues des corporations médiévales.
De même les corporations d'étudiants sont souvent organisées sous la forme de corporations de droit public.

### Pays anglophones
Dans les pays anglophones, le terme de corporation désigne le plus souvent une des formes de propriété commerciale groupée, où l'entreprise est légalement considérée comme une personne morale (principe de la « Business corporation »). Il y a plus d'un siècle, ce statut a permis aux États-Unis à des groupes de personnes réunies en « corporation » de bénéficier du XIVe amendement de la Constitution des États-Unis (ratifié en 1868), initialement destiné à mettre fin à l'esclavage (à la fin de la guerre de Sécession) en interdisant que l'on prive toute personne de sa liberté.
Avant cela les corporations américaines devaient se plier plus sévèrement aux réglementations des États ou du gouvernement qui imposaient des limites en termes de déclaration de revenus, de durée et/ou nature d'opération, montant de capitalisation, droits et devoirs (via une charte signée entre l'entreprise et l'autorité ; Gouvernement ou État). De plus, le détenteur d'une corporation avait interdiction d'en détenir une autre. Et les actionnaires étaient solidairement et financièrement responsables de la corporation, qui était alors encore une « entité subordonnée », orientée vers le bien public. Ces dernières étaient néanmoins devenues plus puissantes depuis la fin du XIXe siècle, ayant profité du développement du rail, de la métallurgie, de la carbochimie et parfois de la guerre elle-même.
À partir de 1868, le XIVe amendement a été utilisé par les avocats de ces grandes corporations qui ont fait valoir devant les tribunaux que, puisque ces entreprises étaient légalement considérées comme des personnes, elles ne pouvaient pas être privées de leur liberté ou de leur propriété, ce que la cour suprême a accepté.
En 20 ans, de 1890 à 1910, il y a eu plus de 307 affaires portées devant les tribunaux en s'appuyant sur ce XIVe amendement ; seules 19 émanaient d'Afro-Américains demandant le respect de leurs droits ; 288 émanaient de corporations américaines, qui agissaient en se faisant considérer comme des « personnes à part entière ». Peu à peu, le concept de responsabilité limitée a encore libéré ces entreprises et surtout leurs actionnaires d'une part de leur responsabilité. Chaque multinationale ayant statut de corporation peut acheter, emprunter, faire des affaires et ester en justice comme une personne unique, avec les mêmes droits que chacun, mais avec des moyens financiers et juridiques souvent bien plus importants. La corporation est considérée par le droit américain comme un membre de la société américaine, mais certains sociologues qui se sont intéressés à la « psychologie » des personnes morales particulières que sont les grandes corporations américaines font remarquer qu'elles n'ont pas de conscience morale ; un film sur les corporations reprend les éléments de test de diagnostic de personnalité et argumente qu'en tant que groupes, elles sont indifférentes aux sentiments d'autrui, incapables de relations durables, coupables de désintérêt (parfois criminel) envers la sécurité d'autrui, capables de duplicité et mensonges, présentant des attitudes qui, chez un humain, le feraient qualifier de psychopathe. Leur motivation serait de générer du profit, et elles semblent incapables de se sentir coupables, même quand elles ne respectent pas les normes sociales établies par la loi.
Une corporation municipale est également un type de gouvernement constituant une personne morale et utilisé par les municipalités du Canada et des États-Unis.
Le concept anglo-saxon le plus proche du mot corporation français est Guild. Réciproquement, le mot anglais a pris aujourd'hui un sens voisin de celui du mot français conglomérat.

### Belgique
En Belgique, la corporation est une association de plusieurs personnes exerçant le même métier, un métier connexe ou similaire, afin d’étudier, de développer ou de défendre les intérêts de ses membres. Elle est à la fois un syndicat, du fait de la défense des intérêts de ses membres, un ensemble de cercles, en raison de son rôle dans la transmission du savoir-faire, une mutualité, par la pratique de la charité morale et matérielle vis-à-vis de ses membres, et enfin, un banquet.
Ses particularités sont de reposer sur la démocratie corporative par des structures appropriées et sur son intégration dans le tissu économique local et/ou régional. Les anciennes corporations ont été supprimées en Belgique sous l’occupation française en raison du pouvoir acquis par celles-ci. Certaines corporations se reconstituent ou sont créées. Les corporations avaient la particularité de fêter un saint patron.
Dans les Pays-Bas et en Flandre, les peintres étaient organisées au sein des guildes de Saint Luc, présentes dans chaque ville importante.

### Allemagne, monde germanique
Reprenant le mot français « corps », il s'est créé à partir de la fin du XVIIIe siècle des corporations d'étudiants au sein des universités du monde germanique.